# Another Mind
Another Mind är debutalbumet av den japanska jazzpianisten Hiromi Uehara, utgivet i april 2003. Albumet spelades in vid Avatar Studio C i New York under produktion av Richard Evans. Bland gästmusiker märks bland andra gitarristen David Fiuczynski.

## Låtlista
Alla låtar komponerade av Hiromi Uehara.
1. "XYZ" - 5:37
2. "Double Personality" - 11:57
3. "Summer Rain" - 6:07
4. "Joy" - 8:29
5. "010101 (Binary System)" - 8:23
6. "Truth and Lies" - 7:20
7. "Dançando no Paraiso" - 7:39
8. "Another Mind" - 8:44
9. "The Tom and Jerry Show" - 6:05

## Medverkande
Musiker
- Hiromi Uehara - piano, keyboard
- Mitch Cohn - bas
- Dave DiCenso - trummor

Gästmusiker
- Anthony Jackson - bas
- Jim Odgren - altsaxofon
- David Fiuczynski - gitarr

Produktion
- Richard Evans - producent
- Robert Woods - exekutiv producent
- Michael Bishop - ljudtekniker
- Peter Doris - assisterande ljudtekniker
- Aya Takemura - assisterande ljudtekniker
- Mark L. Baer - fotografi
- Anilda Carrasquillo - design